# سانوا
سانوا (بالفرنسية: Sannois)‏ النطق الفرنسي: (سانوا) هي بلدية في الضواحي الشمالية الغربية لباريس، فرنسا. تقع على بعد 15.2 كم. (9.4 ميل) من وسط باريس، في إقليم فال دواز في إيل دو فرانس في شمال فرنسا.

## المواصلات

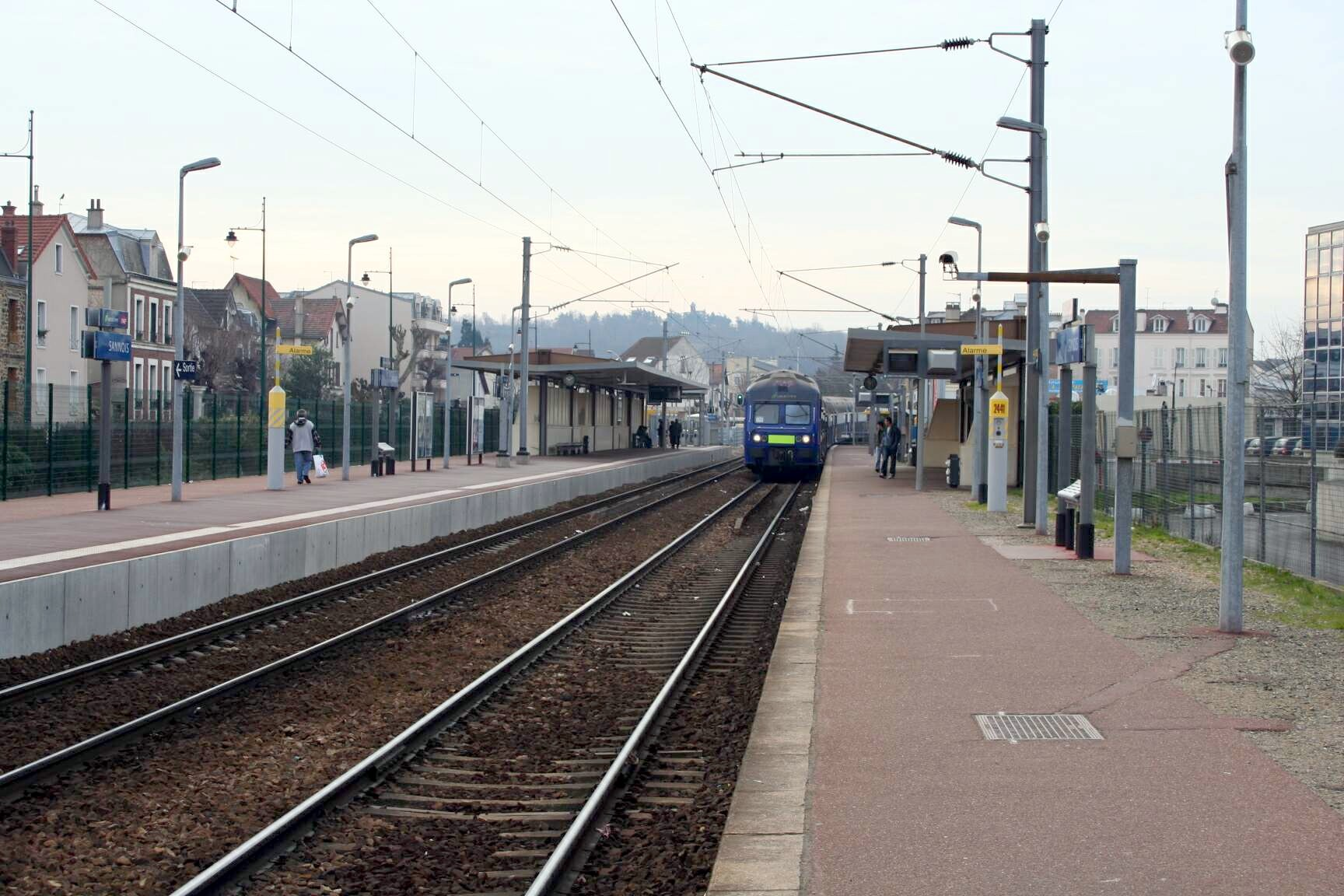
محطة سكة حديد سانوا

### النقل العام
تخدم محطة سانوا اهالي سانوا على خط سكة حديد ضواحي ترانسيليان باريس سان لازار.

### الطرق
تربط سانوا الطرق السريعة A15 وA115 والطريق الوطني N14 بين باريس وبونتواز ونرموندي.

## رياضة
تعد سانوا موطن بارك ديس سبورتس ميشيل هيدالجو، حيث يلعب فريق كرة القدم إنتينت سانوا سانت غراتين مبارياته في الدوري الفرنسي للدرجة الرابعة.

## مجالات الاهتمام
- تم تصنيف الطاحونة ، التي بنيت في القرن الثامن عشر، على أنها أثر تاريخي من قبل وزارة الثقافة الفرنسية في عام 1975. [5]
- حديقة سانوا النباتية للنباتات الطبية

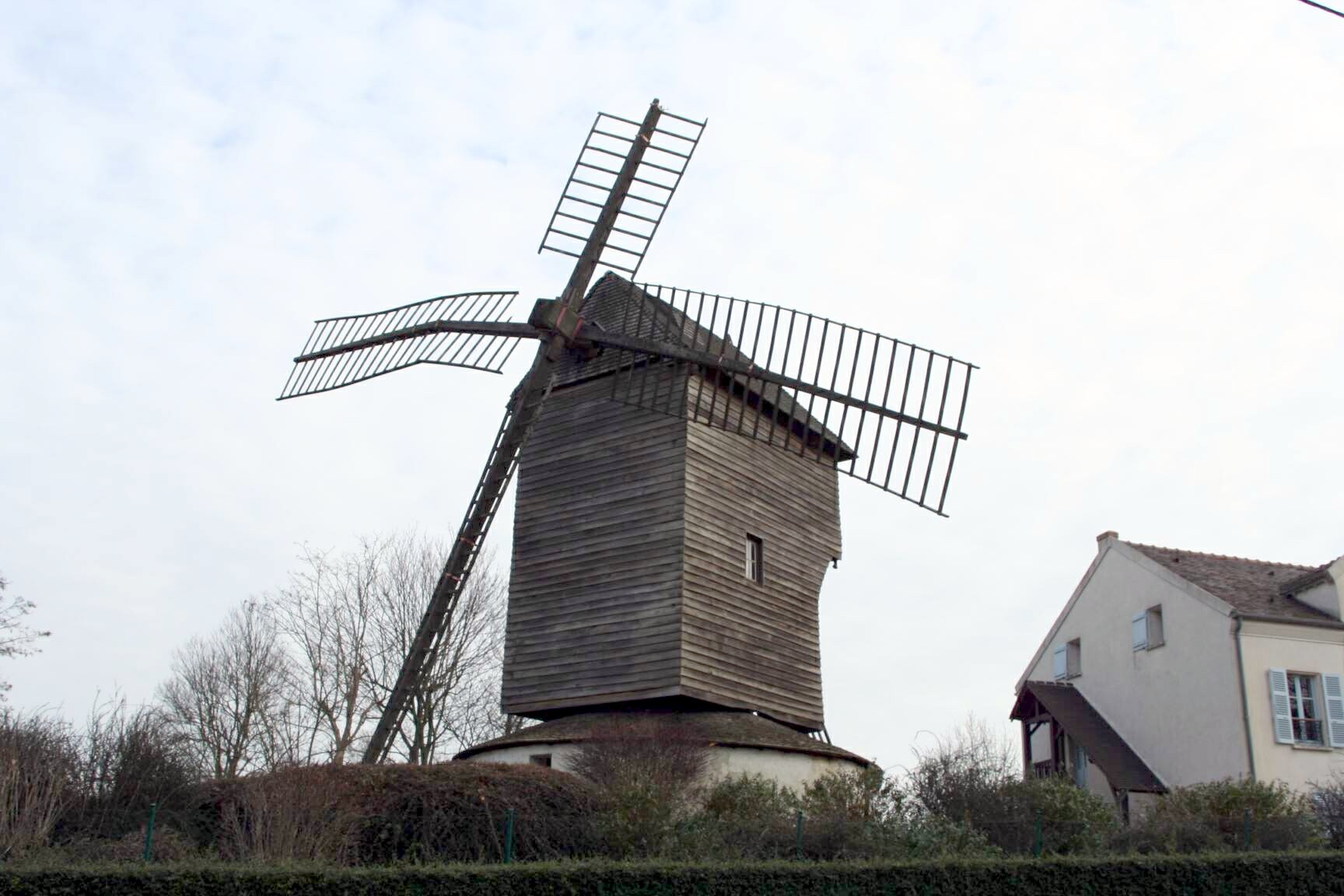
الطاحونة الهوائية المعروفة باسم مولان ترويلت

## مشاهير
- يقال إن سيرانو دي برجراك قد مات في سانوا. [6]

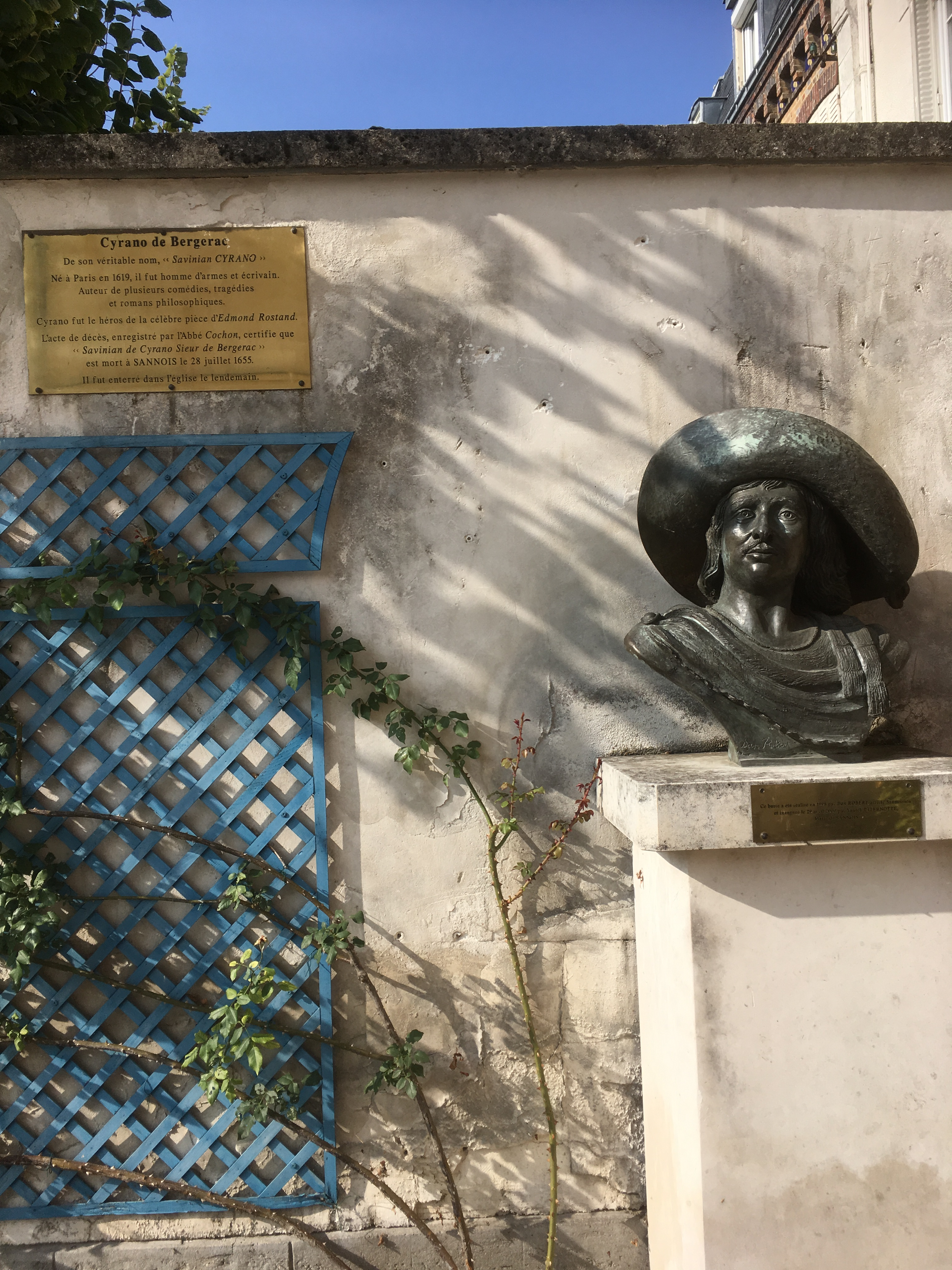
- تمثال نصفي لـ سيرانو دي برجراك في سانوا بالقرب من باريس

- توفي لويس دي روبرت (1871-1937)، الحائز على جائزة فيمينا عام 1911 في سانوا .

## روابط خارجية
- الموقع الرسمي باللغة الفرنسية
- رابطة رؤساء بلديات فال دواز باللغة الفرنسية